# ايمانويل نتيم
ايمانويل نتيم (بالإنجليزية: Emmanuel Ntim) (12 مارس 1996 بكوماسي في غانا - ) هو لاعب كرة قدم غاني في مركز الدفاع.

## روابط خارجية
- ايمانويل نتيم على موقع قاعدة بيانات كرة القدم.إي يو (الإنجليزية)
- ايمانويل نتيم على موقع Soccerway.com (الإنجليزية)